# Arctia truncata
Arctia truncata là một loài bướm đêm thuộc phân họ Arctiinae, họ Erebidae.